# Dangol-Boré
Dangol-Boré is een gemeente (commune) in de regio Mopti in Mali. De gemeente telt 26.500 inwoners (2009).